# Wapen van Waaxens (Súdwest-Fryslân)

Wapen van Waaxens

Het wapen van Waaxens is het dorpswapen van het Nederlandse dorp Waaxens, in de Friese gemeente Súdwest-Fryslân. Het wapen werd in 2001 geregistreerd.

## Beschrijving
De blazoenering van het wapen in het Fries luidt als volgt:
yn blau twa gouden punten, útgeande fan de ûnderrâne fan it skyldhaad, de ûnderskyldrâne reitsjende; yn de skyldfoet beselskippe fan in gouden klaver; in grien skyldhaad, belein mei twa sulveren swimraende einen.
De Nederlandse vertaling luidt als volgt: 
in blauw twee gouden punten, uitgaande van de onderrand van het schildhoofd, de onderste schildrand rakend; in de schildvoet vergezeld van een gouden klaver; een groen schildhoofd, belegd met twee zilveren zwemmende eenden.
De heraldische kleuren zijn: azuur (blauw), goud (goud), sinopel (groen) en zilver (zilver).

## Symboliek
- Blauw veld: ontleend aan het wapen van Littenseradeel, de gemeente waar Waaxens eertijds tot behoorde.[2]
- Gouden punten: staan voor de dorpskom en de buurt Tornwerd ten noorden van het dorp. Deze punten vormen samen de letter W van Waaxens.[2]
- Klaverblad: verwijst naar de veehouderij en de weidegronden rond het dorp.[2]
- Eenden: duiden op de eendenkooi ten noorden van het dorp.[2]
- Schildhoofd: de kleur groen staat eveneens voor de weidegronden in de omgeving van het dorp.[2]

Het wapen van Littenseradeel.

## Zie ook

Vlag van Waaxens